# ロッテお家騒動
ロッテお家騒動（ロッテおいえそうどう）は、ロッテホールディングスの経営権を巡る内紛。ここから社内での汚職の明るみや、韓国内のナショナリズムの問題へも発展した。重光武雄は企業家として称えられてきたが、晩年は厳しく評価される局面が続いて、その厳しく評価される事柄の筆頭がロッテお家騒動である。

## 概要
2013年頃より重光宏之が韓国ロッテ製菓の株式を買い増しており、社内で紛争が起きていると囁かれていた。
2014年暮れよりロッテの創業家での軋みが見え始める。重光宏之は2014年12月にロッテ商事など3社の取締役を突如解任、2015年1月にロッテホールディングス副会長を解任された。中央日報によると、重光宏之が韓国ロッテ製菓の株式を買い集めたことが重光武雄の怒りを買ったためとされる。しかし7月27日には、対立状態であったと思われる重光武雄と重光宏之がにロッテホールディングス本社に突然訪れて重光昭夫の解任を突きつけた。
2015年7月8日、重光武雄は重光昭夫にロッテを経営する才能は無いとして引導を渡した。重光昭夫は無断で中国への巨額の投資を行い、1000億円にもなろうかという赤字を出したにもかかわらずこれを隠していたためである。だが7月15日には、重光昭夫は地位を返上どころかロッテホールディングス代表権が付与された代表取締役副会長に就任した。それまでのロッテは、日本は重光宏之、韓国は重光昭夫が経営することになっていたが、重光宏之を追放し日本も韓国も重光昭夫が経営することとした。このようなことは重光武雄が許さないだろうが、重光昭夫は取締役会も株主総会の議決権も過半数を抑えているためできていた。
重光宏之は、重光武雄が重光昭夫を非難する内容の映像をテレビ局に提供して自らの正当性を主張。重光宏之の陣営には重光武雄の弟である辛善浩らが味方につき、7月31日には重光宏之が後継者であると考えると韓国メディアに語る。これに対して韓国ロッテグループ37社の社長は重光昭夫を支持する声明を発表した。
これは韓国では単なる企業内の抗争にとどまらず、ロッテは日本企業か韓国企業かというナショナリズムの論争が行われることとなった。重光宏之が韓国メディアの取材に対し日本語で応えたことをきっかけに、韓国国内ではロッテ商品の不買運動が発生した。また、韓国ロッテグループの主軸企業・ホテルロッテの持分の大半は日本企業であり、日本ロッテグループは韓国ロッテグループから3年間で約148億円の配当金を受け取っていた。このことを契機として韓国政府も動き出し、韓国公正取引委員会は政府や与党と協議をして、韓国の大企業グループに対して海外の系列企業の株式保有状況などを公表するように求めることとなった。
2015年に重光武雄と重光宏之が起こしていた重光昭夫らのロッテホールディングス役員の解任を求めるというクーデターは失敗に終わった。8月17日の臨時株主総会で重光昭夫の主導体制が確認される。
2016年6月10日より、グループが多額の裏金を捻出してオーナー一族の会社を不当に支援していた疑惑が明るみになり、韓国の検察当局はロッテグループ本社と子会社など約30カ所を家宅捜索していた。重光宏之はこれに注目して、公開質問書を送るなど重光昭夫を攻撃していた。6月25日にロッテホールディングスの定時株主総会が開かれて、重光昭夫を解任する議案が出されたが否決された。重光昭夫が会長に就任してからは、過去10年で最大の利益を出すなどの経営の成果があったために、株主は重光昭夫を支持した。
2016年に韓国ロッテグループは、重光武雄や重光昭夫の指示で数百億円以上ともいわれる巨額の裏金を作っていることを疑われて捜査された。検査当局は9月時点で関与を裏付ける証拠を得ていないが、8月に韓国ロッテ副会長の李仁源が自殺していた。
2016年10月19日にソウル中央地検は、背任や横領容疑でロッテグループ創業者一族3人をはじめとした幹部18人を在宅起訴、逮捕者も含めると総勢24人が起訴された。それから崔順実に関連する財団に韓国ロッテや重光昭夫が資金を提供していたという疑惑が浮上。
2017年10月に重光武雄は背任などの罪で懲役4年と罰金35億ウォンが課せられたが、高齢であったために収監はされなかった。
2020年1月に重光武雄が亡くなってから重光昭夫はロッテホールディングスの会長に就任していたものの、重光宏之は同年4月に重光昭夫会長の解任を求める株主提案を提出した。理由は有罪判決を受けた人物が会長やオーナーに就任することについての指摘であった。
2020年7月、重光宏之は重光昭夫のロッテホールディングスの取締役解任を求める訴訟を東京地方裁判所に起こす。有罪判決が確定した人物が取締役を続けるのは、法令順守の経営上許されないものであるとするため。株主総会で解任案が否決されたため司法の判断で解任すると判断した。